# در مخفی
در مخفی (کره‌ای: 비밀의 문; لاتین‌نویسی اصلاح‌شده: Bimir-ui mun) یک مجموعهٔ تلویزیونی کره جنوبی سال ۲۰۱۴ با بازی هان سوک-کیو، لی جه هون، کیم یو-جونگ، پارک اون-بین، کیم مین جونگ و چوی وون-یونگ است. این مجموعه از ۲۲ سپتامبر تا ۹ دسامبر ۲۰۱۴، روزهای دوشنبه و سه‌شنبه ساعت ۲۲:۰۰ (کی‌اس‌تی) از اس‌بی‌اس برای ۲۴ قسمت پخش شد.

## بازیگران
- هان سوک-کیو در نقش پادشاه یونگ‌جو
- لی جه هون در نقش یی سون، شاهزاده سادو
- کیم یو-جونگ در نقش جوانی سو جی-دام (قسمت‌های ۱–۱۳)[۵]
- یون سو-هی در نقش بزرگسالی جی-دام / پارک بین‌گه (قسمت‌های ۱۴–۲۴)
- پارک اون-بین در نقش بانو هه‌گیونگ
- کیم مین جونگ در نقش نا چول-جو[۶]
- چوی وون-یونگ در نقش چه جه-دونگ